# People Watching
People Watching är det tredje studioalbumet av den brittiska singer-songwritern Sam Fender. Albumet släpptes den 21 februari 2025 och föregicks av fyra singlar; People Watching, Wild Long Lie, Arms Length och Remember My Name. Efter albumets släpp marknadsfördes även Little Bit Closer och Rein Me In som singlar, den senare i en alternativ version tillsammans med sångerskan Olivia Dean.
Albumet möttes av hyllningar både från kritiker och fans, och ligger bland annat på 84 av 100 på recensionssidan Metacritic.

## Låtlista[9]
| 1.           | People Watching   | 5:04  |
| 2.           | Nostalgia's Lie   | 4:11  |
| 3.           | Chin Up           | 3:24  |
| 4.           | Wild Long Lie     | 6:04  |
| 5.           | Arm's Length      | 3:59  |
| 6.           | Crumbling Empire  | 5:08  |
| 7.           | Little Bit Closer | 3:55  |
| 8.           | Rein Me In        | 5:40  |
| 9.           | TV Dinner         | 4:31  |
| 10.          | Something Heavy   | 3:36  |
| 11.          | Remember My Name  | 3:02  |
| Total längd: | Total längd:      | 48:32 |